# Чехословацкая новая волна
Чехословацкая новая волна (Чешская новая волна) — термин, используемый для поколения чехословацких сценаристов и режиссёров, пришедших в кино в 1960-е годы, таких как Милош Форман, Вера Хитилова, Иржи Менцель, Иван Пассер, Ярослав Папоушек, Антонин Маша, Павел Юрачек, Ян Немец, Яромил Йиреш, Гинек Бочан, Эвальд Шорм, Ян Шмидт, Юрай Герц, Эстер Крумбахова, Штефан Угер, Юрай Якубиско, Душан Ганак, Эло Гаветта, и их киноработ того времени. 
Это один из самых художественно значимых периодов за всю историю чешского и словацкого кино, получивший большой международный резонанс. Фильмы новой волны демонстрировались на престижных фестивалях в Каннах, Венеции и Мангейме и даже номинировались на Оскар. Фильм «Солнце в сети» («Slnko v sieti», 1962) словацкого режиссёра Штефана Угера часто считают первым фильмом чехословацкой новой волны, предвосхищающим зарождавшуюся поэтику современного кино; последним фильмом новой волны иногда называют «Моргиану» Юрая Герца (1972).
Иногда к новой волне также относят выдающиеся чешские фильмы 1960-х, снятые режиссёрами среднего и старшего поколений. Сюда относятся такие режиссёры, как Войтех Ясны, Карел Кахиня, Франтишек Влачил, Ян Кадар, Эльмар Клос, Ладислав Хельге и Збынек Бриних.

## Обстоятельства возникновения и характеристика
Появление нового движения в кинематографе стало возможным благодаря продвинутой киношколе, широкой базе молодых кинематографистов, обучавшихся в 1950-е и 1960-е годы, либерализации социалистического режима и частичному ослаблению цензуры. Студенты факультета кино (FAMU) Пражской академии музыкального искусства имели доступ к фильмам французской новой волны и другим произведениям киноискусства, давшим импульс развитию современного кинематографа. В течение нескольких лет дебютировали авторы, которые смогли снимать благодаря более благоприятным условиям, сложившимся на киностудиях.
Характерными особенностями фильмов новой волны были длинные, часто импровизированные диалоги, чёрный и кафкианский юмор и участие непрофессиональных актёров (Ладислав Яким, Ян Вострчил, Йозеф Шебанек, Милада Ежкова) или молодых, неприевшихся актёров, чья игра отличалась естественностью (Владимир Пухольт, Йозеф Абргам, Ян Качер, Яна Брейхова, Гана Брейхова, Вера Кресадлова). Фильмы новой волны часто затрагивают такие темы, как любовные отношения молодых людей и их столкновение с представителями старшего поколения или отражают искажённую общественную мораль. Авторы хотели показать людей как они есть, и персонажи их фильмов не были чёрно-белыми или схематичными, как ранее в фильмах социалистического реализма, им были присущи как положительные, так и отрицательные черты.
Режиссёры старались не приукрашивать реальность, и их фильмы часто содержат спонтанные или кажущиеся таковыми сцены (фильмы Милоша Формана, Ивана Пассера или Ярослава Папоушека). Другие авторы, напротив, избрали путь стилизованных экспериментальных выразительных средств, которые сознательно отрицали черты реальности в большей или меньшей степени. Значительную роль в произведениях новой волны играли деятели искусства, с которыми неоднократно сотрудничали молодые режиссёры: операторы Мирослав Ондржичек, Ярослав Кучера и Ян Чуржик, композиторы Зденек Лишка и Ян Клусак, художник Эстер Крумбахова.

## Жанровое разнообразие
Фильмы чехословацкой новой волны охватывали несколько направлений и жанров. Наибольшим успехом пользовались трагикомедии; фильмы «Бал пожарных» и «Поезда под пристальным наблюдением» посмотрело более миллиона зрителей. Оба этих фильма были номинированы на «Оскар» за лучший фильм на иностранном языке; «Поезда под пристальным наблюдением» удостоились этой награды в 1968 году. В других фильмах новой волны применялись более экспериментальные методы, такие как деструкция времени и пространства в фильмах «Солнце в сети», «Крик» или «Алмазы ночи».
Впервые в чехословацком кино получил распространение жанр притчи. Фильмы этого жанра часто затрагивают социально-политический контекст своего времени. Действие в них может происходить как в настоящем («Возвращение блудного сына», «Конец священника»), так и в прошлом («Сжигатель трупов») или полностью вне реального пространства и времени («Маргаритки», «О торжестве и гостях», «Конец августа в отеле "Озон"», «Птицы, сироты и безумцы», «Дело для начинающего палача», «День седьмой, восьмая ночь»).
Важной частью «новой волны» были также фильмы, вдохновлённые документальной поэтикой синема верите, такие как «Конкурс» Милоша Формана или «О чём-то ином» Веры Хитиловой. Эвальд Шорм, Яромил Йиреш и Карел Вачек также снимали оригинальные документальные фильмы в 1960-х годах.

## Конец новой волны
Движение закончилось после наступления нормализации в начале 1970-х годов. Милош Форман, Ян Немец и Иван Пассер покинули страну. Те, кто остался, либо были полностью лишены возможности работать в кино (Эвальд Шорм, Павел Юрачек, Эло Гаветта), либо постоянно сталкивались с цензурой (Вера Хитилова), либо постепенно адаптировались к новой ситуации (Иржи Менцель, Яромил Иреш, Гинек Бочан, Юрай Якубиско). Представители нового поколения, следующего за новой волной, были вынуждены замолчать сразу же после дебюта в конце 1960-х годов (Драгомира Виганова, Иван Баладя, Иван Ренч). 
Многие фильмы 1960-х годов были запрещены и отправлены на полку и были вновь или впервые показаны только после бархатной революции 1989 года («Жаворонки на нитке» Иржи Менцеля, «Шутка» Яромила Иреша, «Исправиловка» Гинека Бочана, «Убитое воскресенье» Драгомиры Вигановой, «Дело для начинающего палача» Павла Юрачека).

## Ключевые работы чехословацкой новой волны
- Солнце в сети / Slnko v sieti (Штефан Угер, 1962)
- О чём-то ином / O něčem jiném (Вера Хитилова, 1963)
- Крик / Křik (Яромил Йиреш, 1963)
- Персонаж, нуждающийся в поддержке (Йозеф Килиан) / Postava k podpírání (Павел Юрачек, Ян Шмидт, 1963)
- Чёрный Пётр / Černý Petr (Милош Форман, 1963)
- Алмазы ночи / Démanty noci (Ян Немец, 1964)
- Отвага на каждый день / Každý den odvahu (Эвальд Шорм, 1964)
- Интимное освещение / Intimní osvětlení (Иван Пассер, 1965)
- Никто не будет смеяться / Nikdo se nebude smát (Гинек Бочан, 1965)
- Каждый молодой человек / Každý mladý muž (Павел Юрачек, 1965)
- Любовные похождения блондинки / Lásky jedné plavovlásky (Милош Форман, 1965)
- Жемчужинки на дне / Perličky na dně (киноальманах, 1965)
- Поезда под пристальным наблюдением / Ostře sledované vlaky (Иржи Менцель, 1966)
- Маргаритки / Sedmikrásky (Вера Хитилова, 1966)
- О торжестве и гостях / O slavnosti a hostech (Ян Немец, 1966)
- Мученики любви / Mučedníci lásky (Ян Немец, 1966)
- Возвращение блудного сына / Návrat ztraceného syna (Эвальд Шорм, 1966)
- Отель для чужестранцев / Hotel pro cizince (Антонин Маша, 1966)
- Конец августа в отеле "Озон" / Konec srpna v hotelu Ozon (Ян Шмидт, 1966)
- Возраст Христа / Kristova léta (Юрай Якубиско, 1967)
- Бал пожарных / Hoří, má panenko (Милош Форман, 1967)
- Капризное лето / Rozmarné léto (Иржи Менцель, 1968)
- Конец священника / Faráruv konec (Эвальд Шорм, 1968)
- Прекраснейший возраст / Nejkrásnejsí vek (Ярослав Папоушек, 1968)
- Шутка / Žert (Яромил Йиреш, 1968)
- Сжигатель трупов / Spalovač mrtvol (Юрай Герц, 1968)
- Дезертиры и странники / Zběhové a poutníci (Юрай Якубиско, 1968)
- Се человек Гомолка / Ecce homo Homolka (Ярослав Папоушек, 1969)
- Дело для начинающего палача / Případ pro začínajícího kata (Павел Юрачек, 1969)
- Вкушаем плоды райских кущ (Вера Хитилова, 1969)
- Жаворонки на нитке / Skřivánci na niti (Иржи Менцель, 1969)
- День седьмой, восьмая ночь / Den sedmý, osmá noc (Эвальд Шорм, 1969)
- 322 / 322 (Душан Ганак, 1969)
- Птицы, сироты и безумцы / Vtáčkovia, siroty a blázni (Юрай Якубиско, 1969)
- Праздник в ботаническом саду / Slávnosť v botanickej záhrade (Эло Гаветта, 1969)
- Убийство инженера Черта / Vražda ing. Čerta (Эстер Крумбахова, 1970)
- Валерия и неделя чудес / Valerie a týden divů (Яромил Йиреш, 1970)

## Заметки
1. ↑  чеш. Československá nová vlna; словац. Československé nová vlna
2. ↑  чеш. České nová vlna; словац. Česká nová vlna